# Ktésziphón

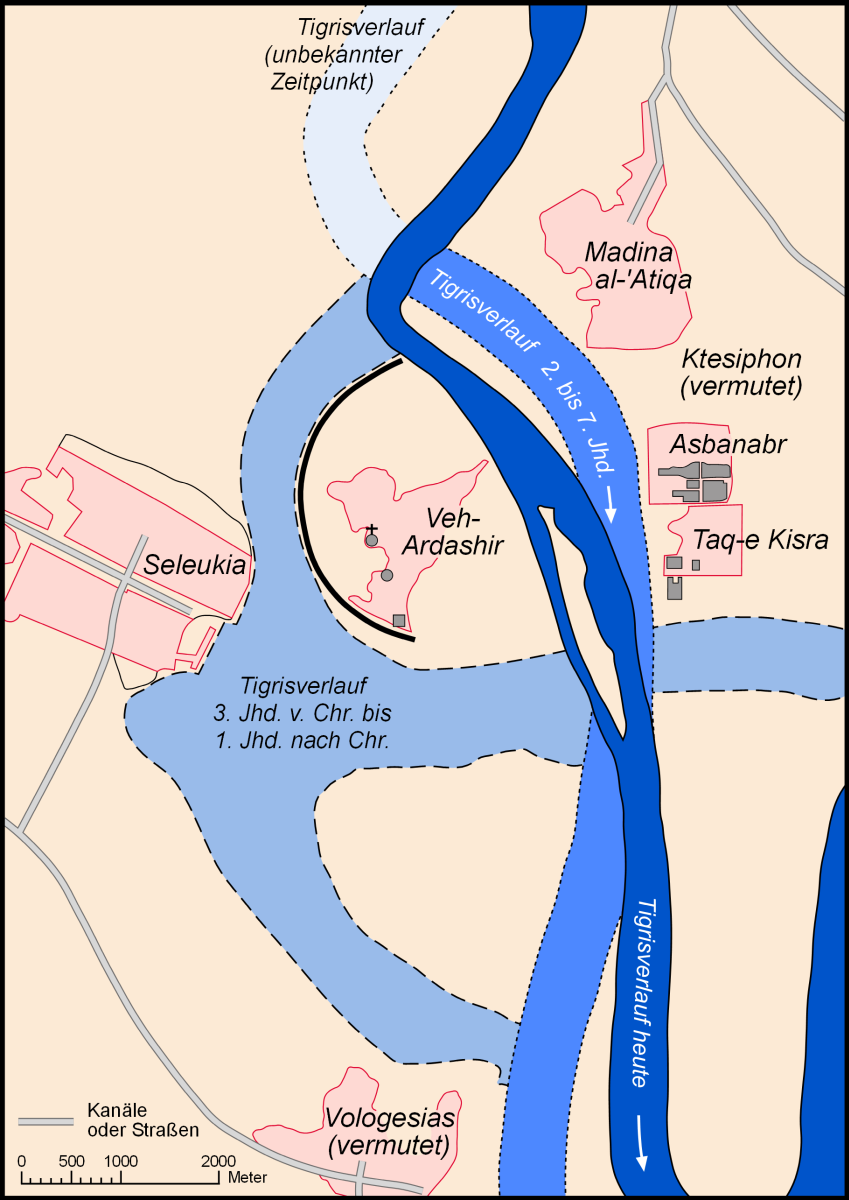
Ktésziphón és Szeleukia romvárosok térképe, a Tigris folyó medrének ókori (világoskék) és mai (sötétkék) helyével

Ktésziphón ógörögül: Κτησιφῶν, más írásmódokkal Kteszifón, Ktezifon ókori város volt a mai Irak területén, Bagdadtól kb. 35 km-re délre, Szalman Pak (arabul: سلمان باك) város közigazgatási területén, Dijála kormányzóságban. Az egykori Pártus Birodalom fővárosaként ismeretes.

## Fekvése
Romjai Bagdad közelében,a Tigris folyó partján, El Madein (arabul: المدائن) mellett, Szalman Pak (arabul: سلمان باك) város szomszédságában fekszenek.

## Története
Az ókori Ktésziphón (Κτησιφῶν) a Tigris folyó bal partján feküdt, Szeleukiával szemben; a későbbi időkben Asszíria legjelentősebb városa és a pártus királyok régi székes fővárosa volt.
A római korban erős vár, mely a pártus háborúk idején több alkalommal: Trajanus, Septimius Severus és Probus alatt is a rómaiak kezébe került. Romjai Bagdadtól nem messze, El Madein mellett találhatók.

## A palota leírása
A perzsa Szászánida-dinasztia kései korszakából megmaradt építmény, Ktésziphón 1500 éves palotájának ma is látható megmaradt épületegyüttese: a palotából fennmaradt a 25 métert zsaluzás nélkül átívelő csarnok, melynek egykori építői, hogy a beomlást biztosan elkerüljék, alul 7 méter szélesre méretezték a falakat, mely falak még a boltív felső, leggyengébb pontján sem keskenyebbek 1 méternél.
Az épület homlokzatának egy részét 1888-ban árvíz pusztította el.

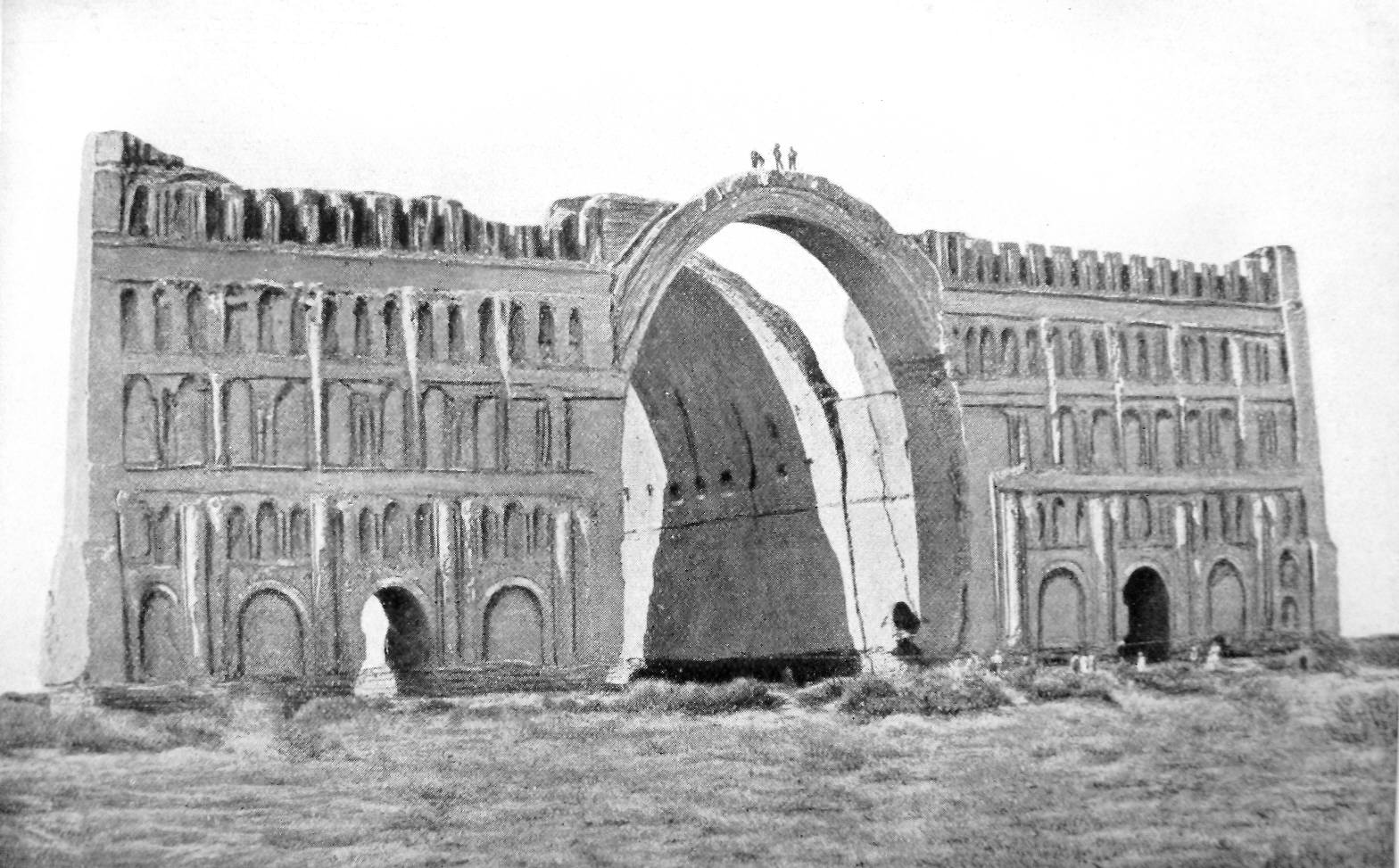
Ktésziphón 1864-ben
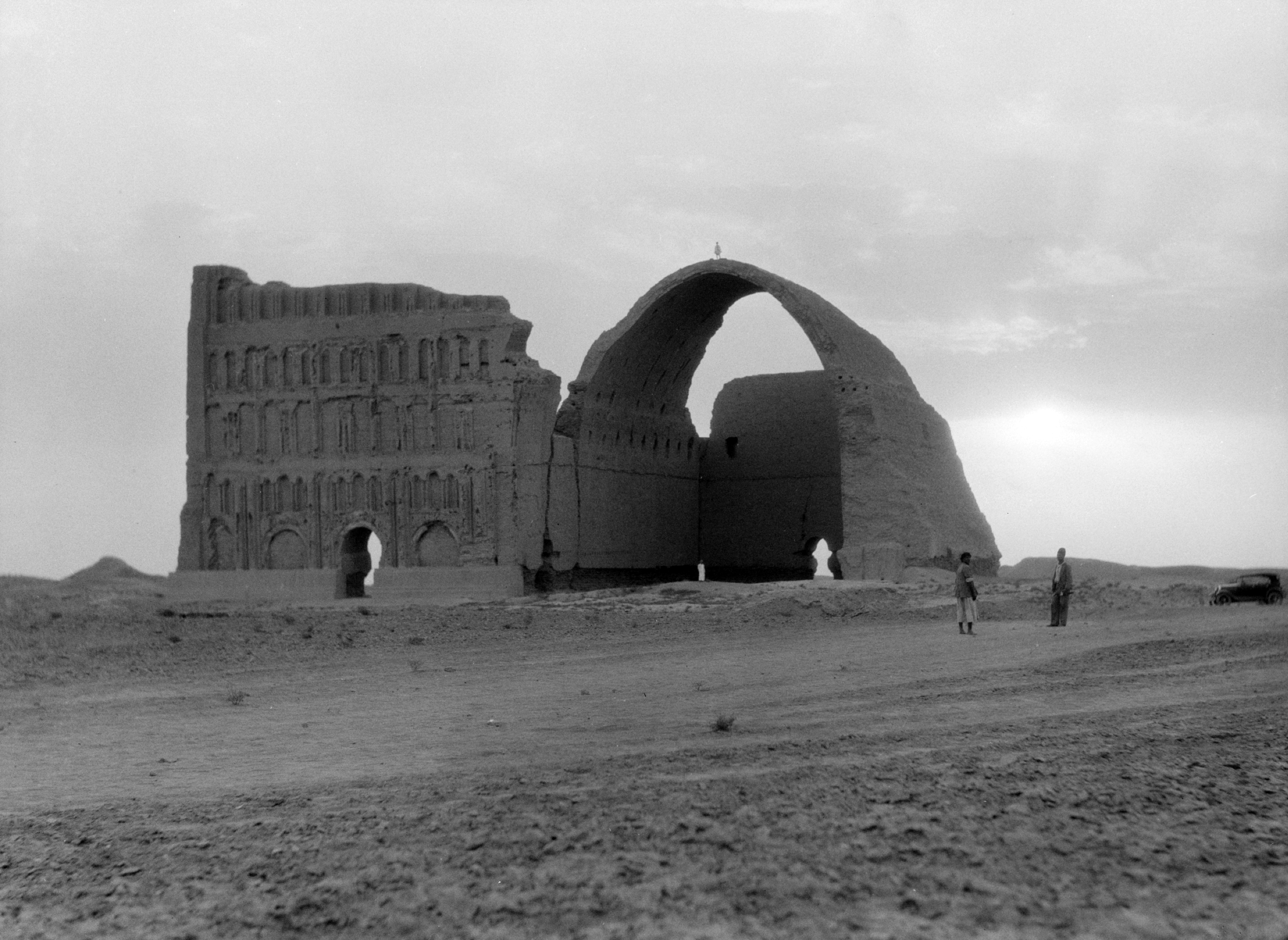
Ktésziphón 1932-ben
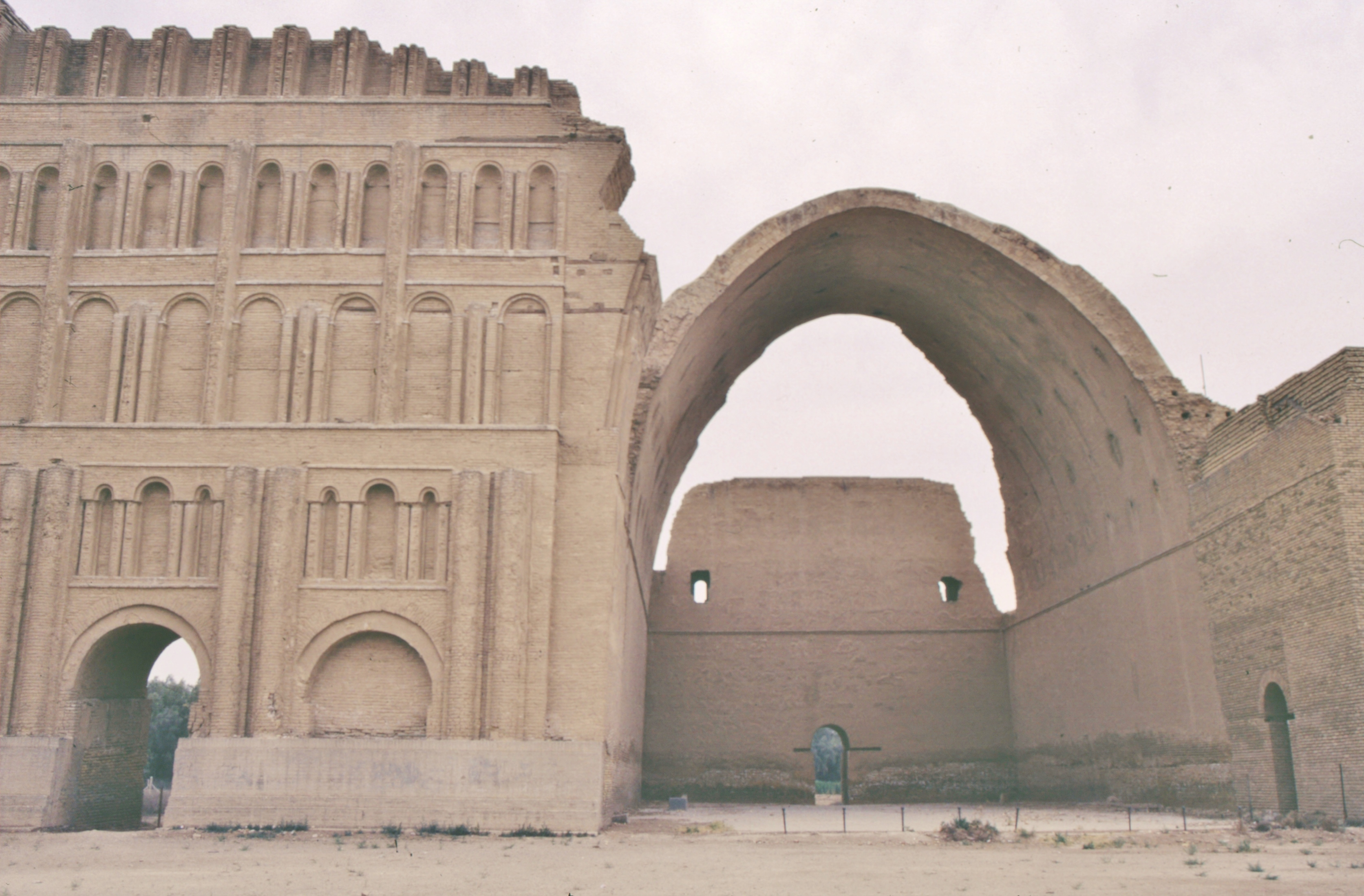
Ktésziphón 1990-ben